# Lamprechtsofen
Le Lamprechtsofen (aussi : Lamprechtshöhle) est une grotte connue depuis des siècles dans les Leoganger Steinberge, dans la province de Salzbourg. La grotte a été explorée jusqu'à présent sur 61 kilomètres et est considérée comme l'une des plus profondes grottes au monde,.

## Localisation et hydrographie
L'entrée de la grotte se situe dans la vallée du Saalach, directement sur la route du Pinzgau (B311) entre Lofer et Saalfelden, près du village d'Obsthurn.
Le système de grottes s'étend sur plus de 1700 mètres de dénivelé  . Le ruisseau de la grotte de Lamprechtsofen est le principal écoulement du massif de Leogang. Des tests de marquage montrent que son bassin versant s'étend jusqu'aux parties les plus élevées du cirque de l'Ebersberg sur le Birnhorn. C'est là, à 2296 m d'altitude, que se trouve une deuxième sortie découverte en 1998. Le Wieserloch, également situé dans le cirque, est géologiquement similaire mais s'écoule vers le Vorderkasergraben, une vallée tributaire du Schidergraben près d'Obsthurn.
Le débit de la source Lamprechtsofen-Karstriesen n'est que d'environ 10 l/s en hiver, mais pendant les périodes de fortes précipitations, en particulier après la fonte des neiges et les averses, plus de 1000 l/s ont été mesurés. Alors que le débit hivernal de l'ensemble du système est d'environ 33 mètres par heure, 330 m/h ont été mesurés au moment de la fonte des neiges.
La température de l'air dans la grotte est d'environ 4-6 °C toute l'année.

## Histoire et exploration

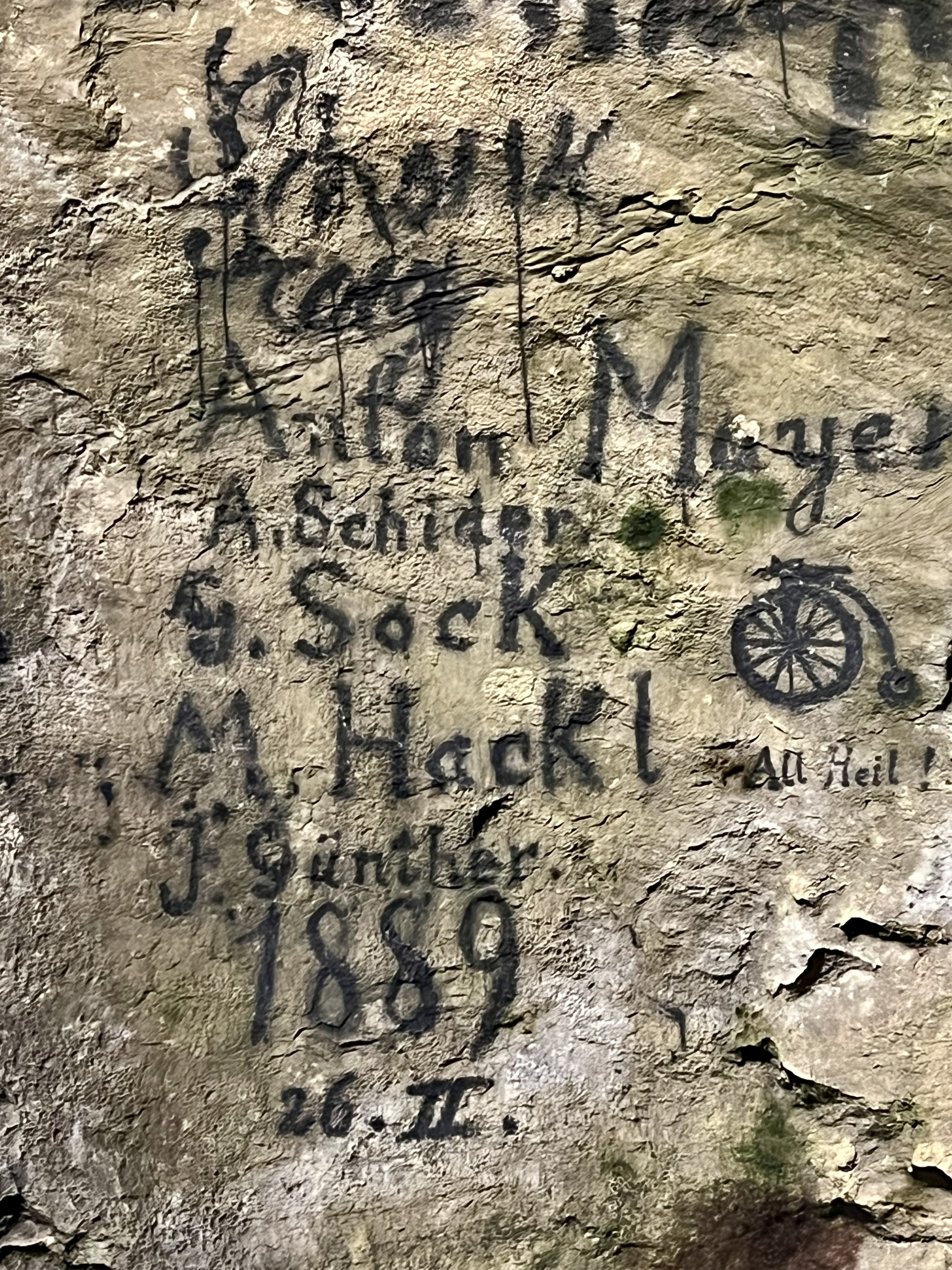
Exemple de signature d'explorateurs de la grotte du Lamprechtsofen en 1889.

Ofen est, ici, le nom commun d'une formation rocheuse étroite.
Pendant des siècles, la grotte du Lamprechtsofen est la cible de pillards qui y soupçonnent un trésor caché du chevalier Lamprecht. Le fait que certains d'entre eux perdent la vie au cours de ce processus se démontre par les découvertes posétrieures de squelettes dans les passages et les couloirs près de l'entrée. La chasse au trésor incite même les autorités archiépiscopales à être informées. Le doyen de Saalfelden, Jakob Zälle, reçoit l'instruction suivante en 1722 : « Vous devez demander aux autorités laïques que les grottes dans les soi-disant Lamprechts-Ofen soient complètement murées ». Cela se produit en 1723, mais des pillards réussissent quand même à passer encore et encore. En 1833, le forestier v. Ferchl effectue une inspection de la grotte. Afin de retrouver plus facilement le chemin du retour, il  dispose une corde et fait la première esquisse de la cavité. Avec le spéléologue Anton von Posselt-Czorich (1854-1911), l'exploration systématique du Lamprechtsofenloch débute en 1878.
Au début du XXe siècle, les Lamprechtsofen sont pour la première fois systématiquement explorées et étudiées par les membres du Landesverein für Höhlenkunde de Salzbourg. En 1899, la section du Club alpin de Passau loue la grotte, et en 1904 érige une cabane d'explorateur à son entrée. 700 mètres de la grotte sont ouverts au public le 30 juillet 1905. Une des sensations de l'époque était l'éclairage électrique avec 280 ampoules de couleur. L'électricité provenait d'une petite centrale électrique avec une conduite sous pression située à 52 m en dessous d'un petit barrage sur le ruisseau de la grotte, à l'extrémité supérieure du Stainer Hall. En 1974/75, cependant, la grotte est raccordée au réseau électrique public.
Le maire de Lofer, Johann Stainer, encourage la poursuite de l'exploration, et donne son nom à une cavité.
Pendant de nombreuses années, le Bocksee, un lac de siphon, forme la fin de la zone accessible. Ce n'est qu'en 1962 que les plongeurs de l'Association spéléologique de Salzbourg réussissent à surmonter cet obstacle. Pour permettre une exploration plus approfondie de la grotte, le plafond du siphon de Bocksee est d'abord dynamité. Cependant, comme l'intervention modifie le climat de la grotte, le siphon est reconstruit plus tard et contourné par un court tunnel pouvant être fermé.
Au cours des décennies suivantes, de nombreuses expéditions permettent de découvrir, d'explorer et de surveiller de nouvelles parties de la grotte. Cela s'avère de plus en plus difficile sur le plan technique, car l'entrée du Lamprechtsofen est presque le point le plus bas de la grotte et suppose une ascension conséquente. De nombreux escaliers, ravins et puits doivent être conquis par le bas, des bateaux gonflables sont nécessaires pour traverser certains lacs et eaux courantes et du matériel de plongée est requis pour surmonter les siphons.
Le Lamprechtsofen était alors considéré comme la plus haute grotte du monde (1632 m). Les points extrèmes ne pouvaient être atteints que par des circuits de plusieurs jours, ce qui rendait les explorations ultérieures difficiles, notamment en raison du transport laborieux du matériel. Il a donc été décidé de chercher une deuxième entrée depuis le plateau du Leoganger Steinberge. Dans les années 1990, des groupes de recherche s'efforcent de trouver une telle entrée dans le cadre d'expéditions de plusieurs semaines ; en 1998, la deuxième sortie est trouvée sur l'Ebersbergkar. Avec une différence d'altitude de plus de 1600 m, le Lamprechtsofen a été pendant plusieurs années la grotte la plus profonde du monde. L'ascension du sommet prend plusieurs jours et est difficile et dangereuse malgré les cordes installées. Le 14 août 2018 une expédition polonaise relie le gouffre CL3 au Lamprechtsofen permettant à la cavité d'atteindre la profondeur de 1735 m.

## Développement
Environ 700 mètres de la grotte sont ouverts au public. Pendant les mois d'été (de mai à octobre), la grotte est ouverte tous les jours. Pour les visiteurs expérimentés, des visites guidées de plusieurs heures sont également proposées sur rendez-vous en dehors de l'exploitation de la grotte-spectacle et également pendant les mois de fermeture.
Déjà dans la grotte du Chancelier, dans la partie centrale de la grotte témoin, un portail en treillis mène à la section des explorateurs. Une grille verrouillée à l'extrémité de la section des visiteurs permet de voir les profondeurs de la grotte.
La Lamprechtsofen, en raison de la variété des lacs, des chutes d'eau et des gorges, est considéré comme extraordinairement attrayant par les experts. La partie exploratrice est généralement visitée en hiver, lorsque le niveau de l'eau est plus bas, ce qui permet de mieux progresser. Les plus grandes parties de la grotte ne peuvent être visitées que par temps de gel, car de nombreux passages peuvent être complètement submergés en cas de fortes pluies ou lorsque la neige fond.
Il y a une auberge à l'entrée de la grotte (Obsthurn 28).

## Incidents
Le point bas (siphon) situé à une courte distance à l'intérieur de l'entrée peut se fermer lors de fortes pluies en raison de la montée des eaux et a empêché à plusieurs reprises les gens de sortir de la grotte. Pour ces cas, un camp d'urgence avec des couvertures, quelques provisions et un téléphone d'urgence a été installé à cet endroit depuis un certain temps.
Le 5 août 2016, de nombreux autres visiteurs de la grotte sont sortis au fur et à mesure que l'eau montait, et un garçon de 7 ans a été balayé. Sept personnes ont persévéré dans la grotte pendant quatre heures. Ce n'est qu'environ deux heures après l'alerte du sauvetage en grotte à 15h22 que l'eau est tombée suffisamment bas pour que les sauveteurs équipés puissent entrer. Il a fallu encore deux heures pour que les personnes trempées et en hypothermie sortent de l'eau, avec les enfants portés.
Le 28 août 2013, une affaire similaire a impliqué jusqu'à 26 invités.
Le 29 juin 2002, une femme de 62 ans a subi une fracture alors qu'elle tentait d'atteindre la sortie malgré la montée des eaux.
Le 5 septembre 1998, 16 personnes - dont 6 enfants - ont été prises au piège.
Le 4 janvier 1991, une expédition spéléologique bien équipée a été piégée par l'eau dans la grotte. Une équipe de sauvetage de 17 hommes et deux plongeurs ont amené les trois hommes et une femme en lieu sûr.
Au XVIIIe siècle, 14 squelettes humains ont été découverts et les sites ont été marqués de croix.
En 1723, après que des accidents mortels aient été connus, l'entrée a été murée, mais les chasseurs de trésors et les aventuriers ont quand même réussi à entrer dans la grotte.